# Ammophila campestris
Ammophila campestris är en biart som beskrevs av Pierre André Latreille 1809.
Ammophila campestris ingår i släktet Ammophila och familjen grävsteklar. Enligt den svenska rödlistan är arten nära hotad i Sverige. Arten förekommer i Svealand, Nedre Norrland och Övre Norrland. Arten har tidigare förekommit i Götaland, Gotland och Öland men är numera lokalt utdöd. Artens livsmiljö är havsstränder, stadsmiljö, skogslandskap och jordbrukslandskap. Inga underarter finns listade i Catalogue of Life. I Centraleuropa är arten vanligt förekommande.
Hannar och honor blir 11 till 17 mm långa. Typisk är ljusa hår vid huvudet. Vid bakdelen förekommer enstaka hår endast på undersidan. Endast efter utseende kan stekeln lätt förväxlas med Ammophila pubescens.
Arten har larver av bladsteklar som byten. Larven är mindre än grävstekeln själv. Boets ingång stängs med en sten eller en jordklump och sedan fylls sand på. Sanden hämtas från en grop bredvid ingången som är ett kännetecken för denna stekel. Själva ingången blir osynlig. Fortplantningen sker mellan maj och augusti.